# 예수의 승천

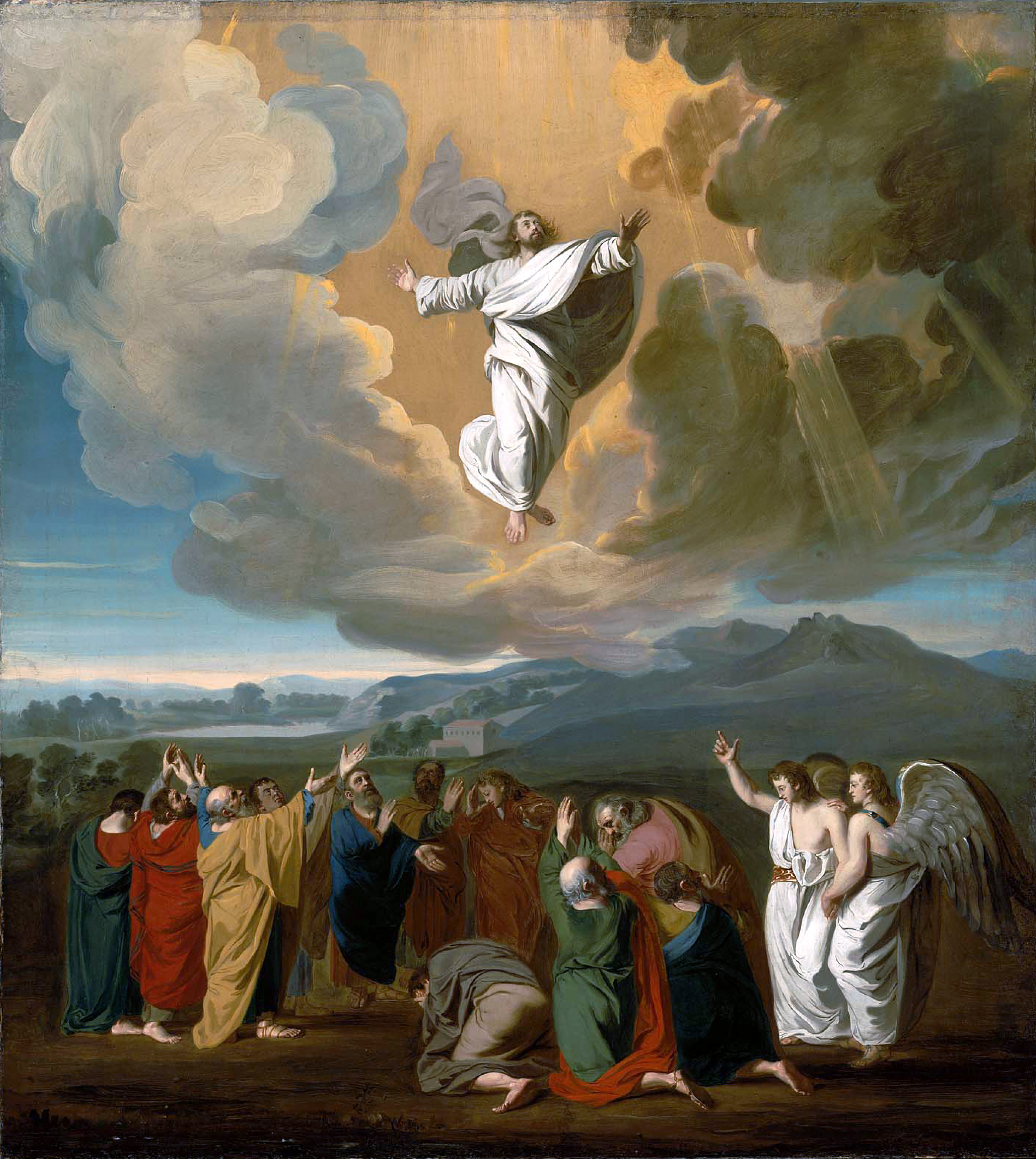
존 싱글턴 코플리가 1775년 그린 그림 《승천》에 묘사된 예수의 승천

예수의 승천은 기독교와 이슬람교에서 예수가 하늘로 올라갔다고 믿는 것이다. 주요 기독교 신조와 신앙고백서에 반영된 기독교 교리에 따르면, 예수는 부활 후 승천하여 주와 그리스도로 승격되었고, 야훼의 우편에 앉았다. 이슬람 교리는 예수가 죽거나 부활하지 않고 직접 하늘로 올라갔다고 본다.
복음서와 다른 신약성경 문헌들은 부활과 승격을 단일 사건으로 암시한다. 승천은 명시되기보다는 암시되며, 루가복음과 사도행전만이 이를 직접적으로 기록하고 있지만, 그 시점은 서로 다르다.
기독교 미술에서 승천하는 예수는 종종 아래의 지상 집단을 축복하는 모습으로 그려지는데, 이는 온 교회를 상징한다. 주님 승천 대축일은 부활절 40일째 되는 날, 항상 목요일에 지켜진다. 일부 동방 정교회 전통은 서방 전통보다 최대 한 달 늦게 지킨다. 루터교회와 세계성공회동체는 계속해서 승천 축일을 지키고 있다. 비국교회 중 일부, 예를 들어 플리머스 형제단은 이 축일을 지키지 않는다.

## 성경 기록
승천은 기독교 신앙의 중요한 교리임에도 불구하고, 루가복음과 사도행전만이 이를 직접적으로 기록하고 있다. 마르코복음의 짧은 끝 부분, 마태오복음, 요한복음에서는 암시되거나 언급될 뿐이다. 복음서들은 부활과 승천을 시간적으로 명확하게 분리하여 묘사하지 않는다. 다른 신약성경 문헌들도 부활과 승격을 단일 사건으로 암시한다.
여러 서신서들은 승천에 대해 짧게 짚고 넘어가는 정도인데, 루가-사도행전과 요한의 복음서처럼 이를 부활 후 예수께서 하나님의 우편으로 "승격"한 과 동일시하는 것으로 이해한다.
승천은 루가와 사도행전에 상세히 기록되어 있으며, 이 두 작품은 동일한 저자인 루가에 의해 쓰여진 것으로 알려져 있다.
- 루가 24:51: 예수는 남은 11명의 사도들을 베타니아로 이끌고, 그들에게 성령이 오실 때까지 예루살렘에 머물라고 지시한다. "예수께서 그들을 축복하시다가 그들과 헤어져 하늘로 올리우셨다. 그들은 예수께 경배하고 큰 기쁨으로 예루살렘에 돌아갔다."
- 사도행전 1장: 예수는 제자들에게 예루살렘에 머물러 성령이 오시기를 기다리라고 말한다. 그 후 예수는 제자들이 보는 앞에서 들려 올라가고, 구름이 그를 가려 보이지 않게 된다. 그리고 흰 옷을 입은 두 사람이 나타나 그들에게 예수가 "하늘로 올라가시는 것을 본 그대로 다시 오실 것"이라고 말한다.[16][17]

루가복음과 사도행전은 동일한 사건을 묘사하는 듯하지만, 그 시점은 상당히 다르다. 복음서에서는 승천을 부활과 같은 날에 기록하고, 사도행전에서는 40일 후로 기록한다. 이 모순을 해결하기 위해 여러 제안이 있었지만, 만족스러운 해결책은 없었다. 던에 따르면, 사도행전의 저자는 부활과 승천을 분리하여 부활현현의 횟수에 제한을 두었고, 바울로의 회심 경험을 진정한 부활현현에서 효과적으로 제외했다. 츠비프는 예수가 원래 부활과 함께 하늘로 높아져 하나님의 우편에 앉으셨다고 믿었지만, 1세기 후반에 승격이 부활과 분리되어 지상에서의 나타나심 이후 최종적으로 하늘로 승천하는 것으로 옮겨졌다고 주장한다. 다른 학자들은 성경 저자들이 서사 흐름을 개선하기 위해 다른 고대 전기에서 볼 수 있는 문학적 주제인 여러 사건을 혼합하거나 압축하여 하나의 사건으로 서술하는 경향이 있었다고 지적한다. 이러한 학자들은 엄격하게 연대기적인 독해를 경고한다.
요한복음에는 예수 자신의 말로 승천에 대한 세 가지 언급이 있다. "하늘에서 내려온 자, 곧 인자 외에는 하늘에 올라간 자가 없느니라" (요한복음 3:13); "너희 [제자들이] 인자가 전에 있던 곳으로 올라가는 것을 본다면 어떠하겠느냐?" (요한복음 6:62); 그리고 부활 후 막달라 마리아에게 "나를 붙들지 말라. 내가 아직 아버지께로 올라가지 못하였노라..." (요한복음 20:17). 첫 번째와 두 번째 구절에서 예수는 다니엘 7장의 종말론적 "인자 같은 이"라고 주장한다. 마지막 구절은 해설자들을 당혹스럽게 했다. 왜 마리아는 부활했지만 아직 승천하지 않은 그리스도를 만지지 못하게 금지되었는데, 나중에 토마는 그렇게 하도록 초대되었을까?
마르코의 복음서의 긴 끝 부분은 승천을 묘사하지만, 이는 해당 복음서의 원래 버전에 나중에 추가된 부분이다.

## 승천에 대한 견해

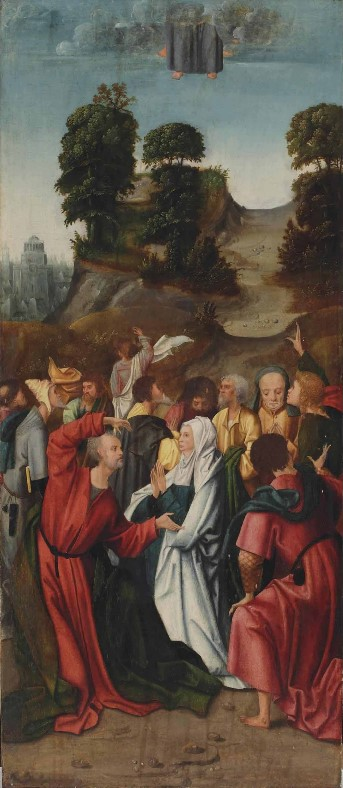
아드리안 판 오버르베케의 그리스도 승천, c. 1510–1520

### 배경
승천 이야기는 예수와 복음서 저자들의 시대에 상당히 흔했으며, 주목할 만한 인물(보통 로마 황제)의 신격화를 의미했고, 유대교에서는 신의 승인을 나타내는 표시였다. 하늘로의 승천의 또 다른 기능은 그리스-로마, 초기 유대교, 초기 기독교 문학 자료에 반영된 신성한 계시의 한 방식이었다. 이 자료들에서는 예언적 또는 계시적 은사를 지닌 특정 인물들이 하늘 여행을 경험하여 우주적이고 신성한 비밀을 배웠다고 한다.
유대인들에게 익숙한 인물로는 에녹(창세기와 인기 있는 비성경적 작품인 에녹1서에서), 5세기 현자 에즈라, 예언자 예레미야의 동반자인 바룩(바룩2서에서 바룩은 40일 후에 하늘로 올라갈 것이라고 약속받음), 사제들의 조상인 레위, 쿰란 공동체의 의의 스승, 예언자 엘리야(열왕기하에서), 하늘에 들어가면서 신격화된 모세, 그리고 욥기에 따르면 사해 부활 후에 하늘로 승천한 욥의 자녀들이 포함된다.
비유대인 독자들에게는 원로원 의원들이 목격한 아우구스투스 황제의 승천 사례, 예수처럼 구름에 싸여 하늘로 들려 올라간 로마 건국자 로물루스, 그리스 영웅 헤라클레스 등이 익숙했을 것이다.

### 기독교 신학
기독교 신학에서 예수의 죽음, 부활, 그리고 승격은 가장 중요한 사건이며 기독교 신앙의 기초이다. 예수의 초기 추종자들은 하나님께서 예수의 죽음 이후 그를 정당화하셨다고 믿었으며, 이는 그의 부활, 승천, 승격에 대한 이야기들에 반영되어 있다. 예수님의 초기 추종자들은 곧 예수가 죽은 자들 가운데서 첫째로 부활하여, 하늘로 들려가 높아지셨고, 하늘에서 하나님의 우편에 앉으셨다고 믿었으며, 이는 사도신경에 "하늘에 오르사 전능하신 하느님 아버지 우편에 앉아 계시다가"로 명시되어 있다. 시편 110편 (시편 110:1): "여호와께서 내 주에게 말씀하시기를 내가 네 원수들로 네 발판이 되게 하기까지 너는 내 오른쪽에 앉아 있으라 하셨도다"는 예수의 죽음과 부활 현현에 대한 이러한 해석에서 본질적인 역할을 했다. 이것은 예수의 추종자들이 그의 죽음과 부활 현현을 이해하는 해석적 틀을 제공했다.
이러한 이해는 신학자 유스투스 크네히트가 다음과 같이 요약하였다. "우리 주님께서는 사도들이 보는 앞에서 몸과 영혼이 하늘로 올라가셨으니, 자신의 권능으로 영광을 차지하시고 하늘에서 아버지와 함께 우리의 대언자요 중재자가 되려 하심이다. 그는 구속받은 자들의 머리로서 사람으로 승천하셨고, 그의 발자취를 따르는 모든 자들을 위해 하늘에 거처를 예비하셨다 (사도신경의 여섯 번째 조항)."

### 우주론

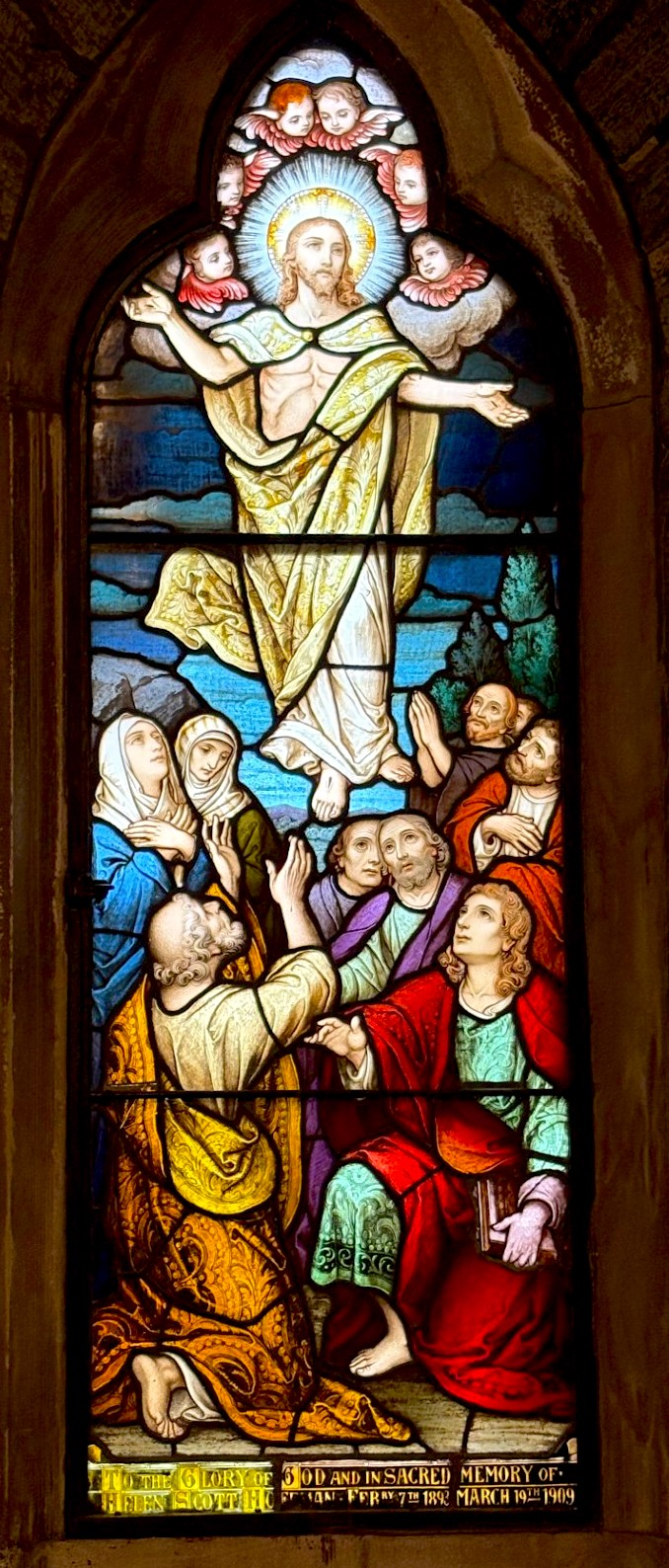
선한 목자의 교회 (로즈몬트, 펜실베이니아)에 있는 예수 승천 스테인드글라스 창

루가-사도행전 저자의 우주론은 그 시대의 믿음을 반영한다. 그 시대에는 하늘이 위에 있고, 예루살렘이 중심에 있는 지구가 중간에 있으며, 명계가 아래에 있는 세 부분으로 이루어진 우주를 상상했다. 하늘은 창공, 즉 보이는 하늘에 의해 지구와 분리되어 있었고, 그곳에는 하나님의 궁전이 기둥 위에 세워져 있었으며 하늘의 바다가 있었다. 지구에서 올려다보는 인간들은 맑고 푸른 청금석(탈출기 24:9–10)으로 만들어진 하늘의 바닥을 보았고, 하나님의 보좌도 그러했다(에제키엘 1:26). 던에 따르면, "당시의 전형적인 사고방식과 세계관이 실제로 보이는 것과 그러한 시현의 기록이 개념화되는 방식을 좌우했다"고 하며, "하늘로의 떠남은 '들려 올라가는 것', 즉 문자적인 승천으로만 생각될 수 있었다."
현대에는 예수 시대의 비과학적인 우주론과 지구 위에 천국이 존재할 공간이 없는 과학적 세계관의 차이 때문에 승천 이야기의 문자적 해석이 문제가 되고 있다. 신학자 제임스 던은 승천을 물리적 천국이 지구 위에 있다고 더 이상 생각하지 않는 시대에게는 기껏해야 수수께끼이고 최악의 경우 당혹스러운 일이라고 묘사한다. 마찬가지로, 맥길 대학교의 더글러스 패로우의 말에 따르면, 현대에 승천은 그리스도 신비의 절정이라기보다는 "망원경과 우주 탐사선 시대에 다소 당황스러운 것"이자 "구식 우주론을 연상시키는 생각"으로 여겨진다.
그러나 던에 따르면, 이러한 불일치에만 초점을 맞추는 것은 예수 승천의 진정한 중요성, 즉 예수의 부활과 그에 따른 승격을 놓치는 것이다. 패로우는 이미 3세기에 오리게네스가 승천 이야기를 "몸이 아니라 마음의 승천"으로 신비적으로 해석했으며, 이는 두 가지 기본적인 승천 신학 중 하나를 나타낸다고 지적한다. 진정한 문제는 예수가 존재하면서도 부재하다는 사실이며, 이 모호함은 성찬이 허용하는 "무언가 더"를 가리킨다.

### 이슬람
같은 교리는 무슬림에게 다른 의미를 지닌다. 대부분의 이슬람 학자들은 이슬람의 마지막 전언자인 예수가 십자가에 못 박히거나 부활하지 않았고, 그의 몸이 직접 승천했다고 주장한다.

## 전례: 주님 승천 대축일
주님 승천 대축일은 수난, 부활절, 오순절, 크리스마스와 함께 기독교 교회력의 주요 축일이다. 승천일은 전통적으로 부활 주일 다음 여섯째 목요일, 즉 부활절로부터 40일째 되는 날에 기념되지만, 일부 가톨릭 교구에서는 미사 참례 의무를 용이하게 하기 위해 다음 주일로 옮겨서 지킨다. 히에로니무스는 이 축일이 사도적 기원을 가졌다고 보았지만, 실제로는 승천이 원래 오순절(성령 강림)의 일부였으며, 4세기 후반부터 서서히 독립적인 축일로 발전했다. 가톨릭 전통에서는 하나님의 자비를 구하는 3일간의 "탄원 기도"로 시작되며, 축일 자체는 그리스도가 올리브산으로 올라가 하늘에 입성하는 것을 상징하는 횃불과 깃발 행렬, 부활초 소등, 그리고 밤샘 철야 기도를 포함한다. 전례색은 흰색이다. 이 축일은 종교 개혁 이후에도 유지되었다. 루터교회, 성공회, 감리교회, 그리고 대부분의 개혁교회에서 계속해서 지켜지고 있다. 대부분의 동방 기독교 전통(동방 정교회와 오리엔트 정교회 및 일부 동방 가톨릭교회, 그리고 동방교회)은 율리우스력을 기반으로 하여 서방 전통보다 최대 한 달 늦게 약간 다른 계산법을 따른다. 플리머스 형제단이나 퀘이커와 같은 다른 교파들은 전통적인 기독교 축일 달력을 따르지 않기 때문에 이 축일을 기념하지 않는다.
승천 찬송가 중 하나는 크리스트 푸어 겐 힘멜이다.

## 기독교 미술에서
예수 승천은 기독교 미술에서 자주 다루어진 주제이다. 6세기경에는 승천의 도상학이 확립되었고, 9세기경에는 교회 돔에 승천 장면이 묘사되기 시작했다. 랍불라 복음서(기원 586년경)는 초기 승천 이미지 중 일부를 포함하고 있다. 많은 승천 장면은 상부(천상)와 하부(지상)의 두 부분으로 구성된다. 승천하는 그리스도는 부활 십자가 깃발을 들고 있거나 오른손으로 축복의 표시를 할 수 있다. 그리스도가 오른손으로 축복하는 제스처는 아래의 지상 집단을 향하고 있으며, 이는 그가 온 교회를 축복하고 있음을 상징한다. 왼손에는 가르침과 설교를 상징하는 복음서나 두루마리를 들고 있을 수 있다.
동방 정교회의 승천 묘사는 교회의 신비로운 본질을 보여주는 주요 비유이다. 많은 동방 이콘에서는 성모 마리아가 묘사의 지상 부분 중앙에 배치되어 손을 하늘로 들고 있으며, 종종 여러 사도들이 동반된다. 지상 집단이 위를 바라보는 묘사는 주님 승천 대축일의 동방 전례와 일치한다. "오라, 우리가 일어나 우리의 눈과 생각을 높이 들자 ..."

### 올리브산과 승천 경당
전통적인 승천 장소는 올리브산이며, 그곳에는 베타니아 마을이 자리 잡고 있다. 서기 312년 콘스탄티누스 대제의 개종 이전에 초기 기독교인들은 올리브산의 동굴에서 그리스도의 승천을 기렸고, 384년경에는 동굴에서 언덕 위 현재 장소에서 승천을 숭배했다.
390년경 포이메니아라는 부유한 로마 여성이 원래 교회당인 "엘레오나 대성당" (그리스어로 elaion은 "올리브 밭"을 의미하며, elaia "올리브 나무"에서 유래했고, 종종 eleos "자비"와 유사하다고 언급됨) 건설 비용을 후원했다. 이 교회는 614년 사산 페르시아에 의해 파괴되었다. 이후 재건되었고, 파괴된 후 십자군에 의해 다시 재건되었다. 이 마지막 교회는 나중에 무슬림에 의해 파괴되었고, 현재까지 12×12미터의 팔각형 구조(순교 기념물 또는 "에디쿨")만 남아 있다. 이 장소는 궁극적으로 1198년 살라딘의 두 사절에 의해 인수되었으며, 그 이후로 예루살렘 이슬람 와크프의 소유로 남아 있다. 러시아 정교회 또한 올리브산 정상에 승천 수도원을 유지하고 있다.

### 갤러리

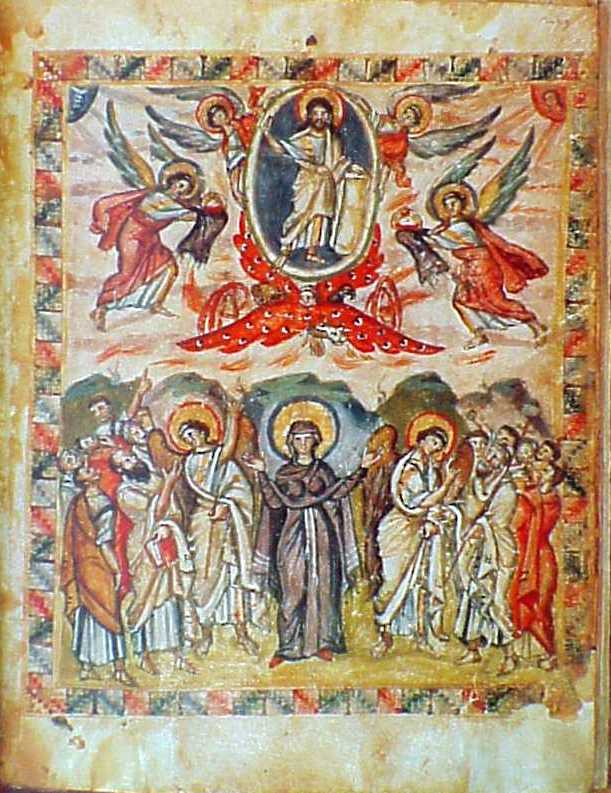
랍불라 복음서 6세기
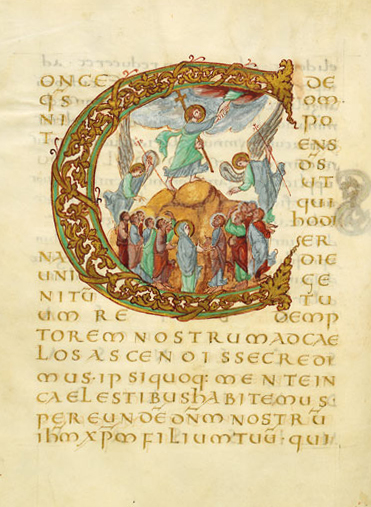
드로고 성례전서 기원 850년경
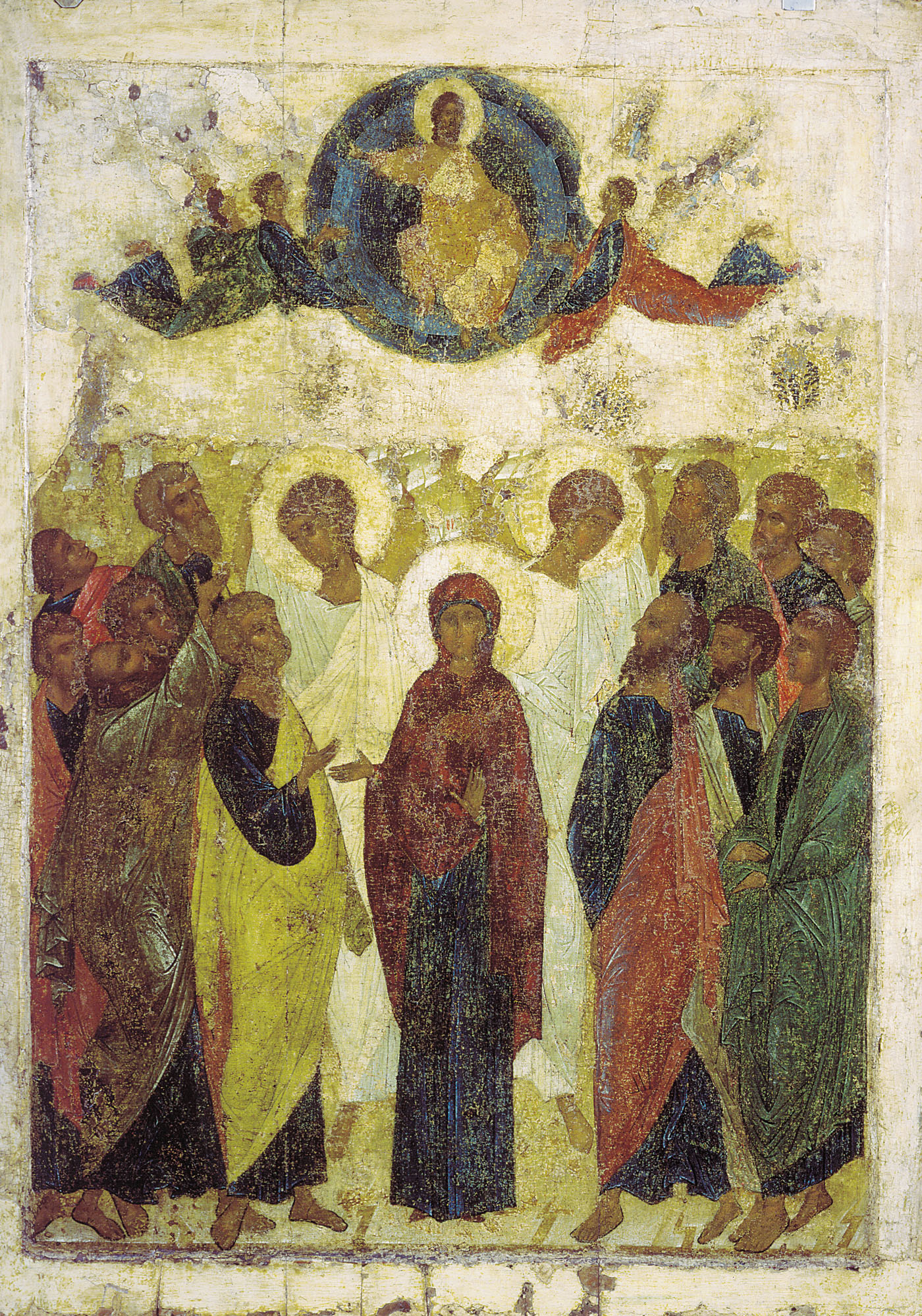
안드레이 루블료프 1408
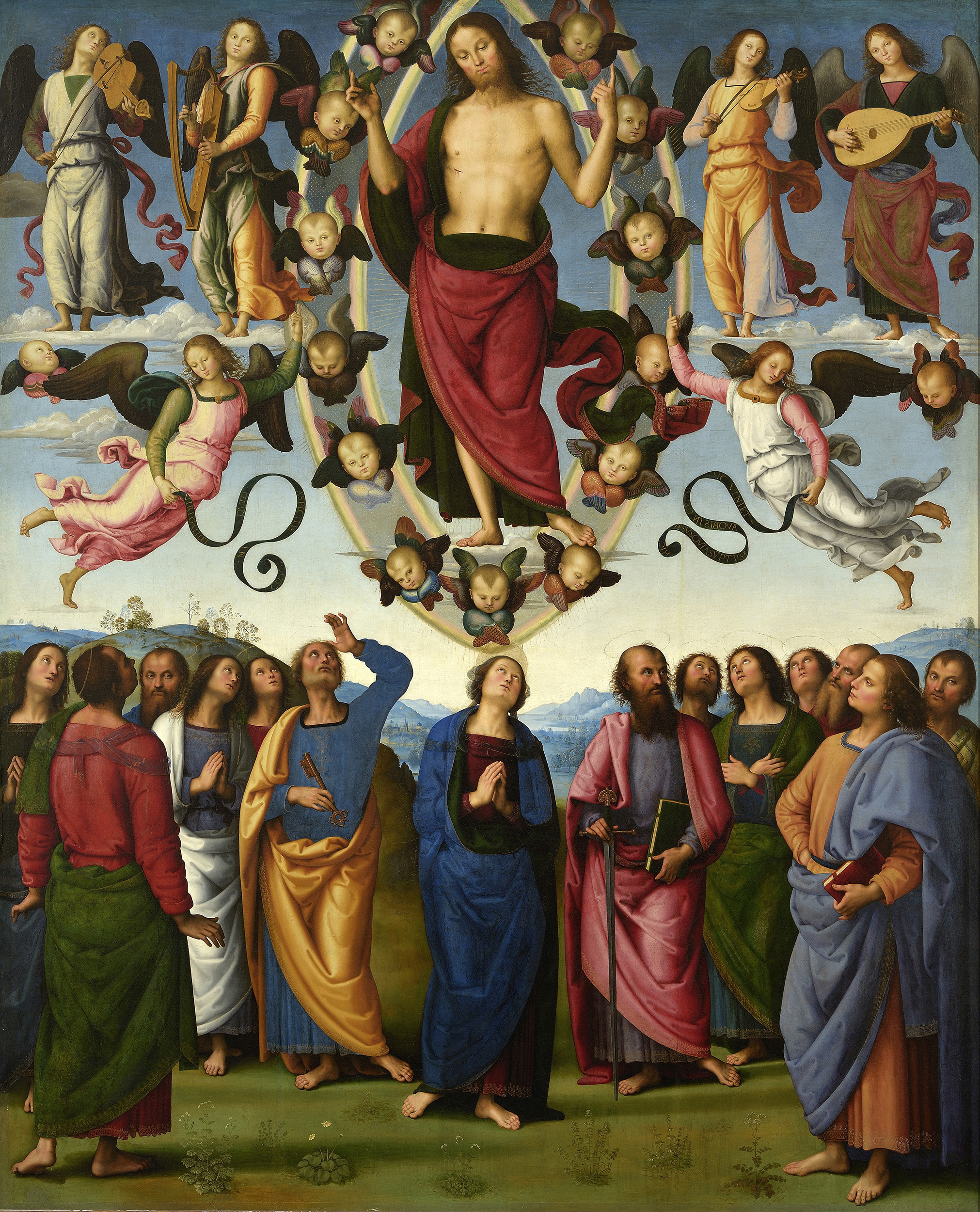
피에트로 페루지노 1496–1500
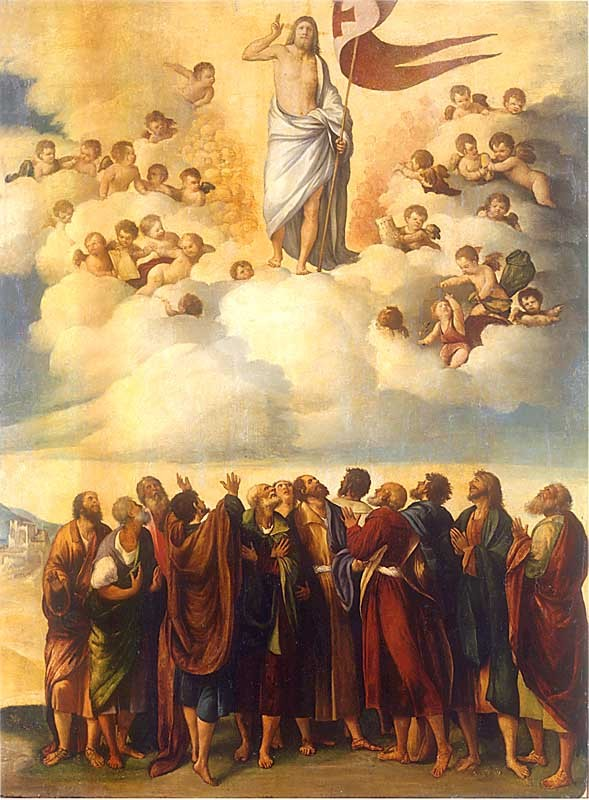
승천, 도소 도시, 16세기
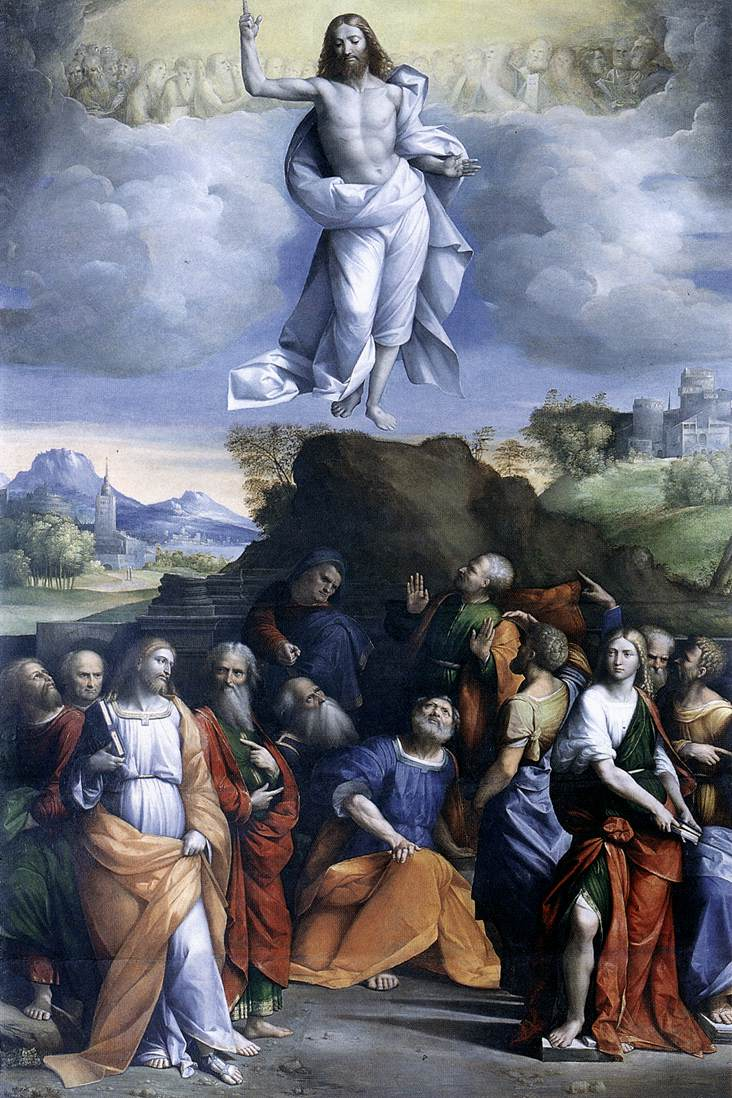
가로팔로 1520
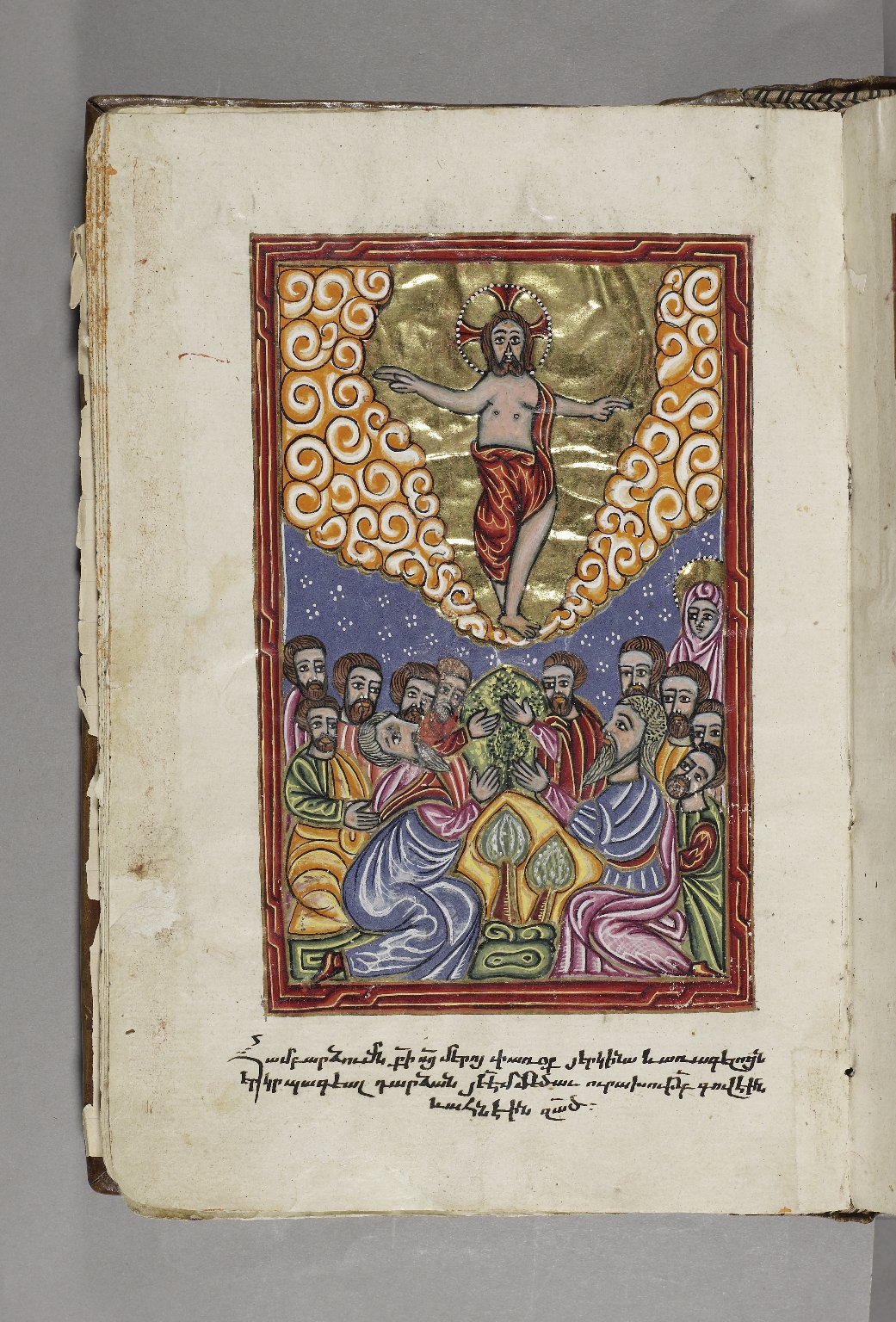
아르메니아 복음서 필사본 1609
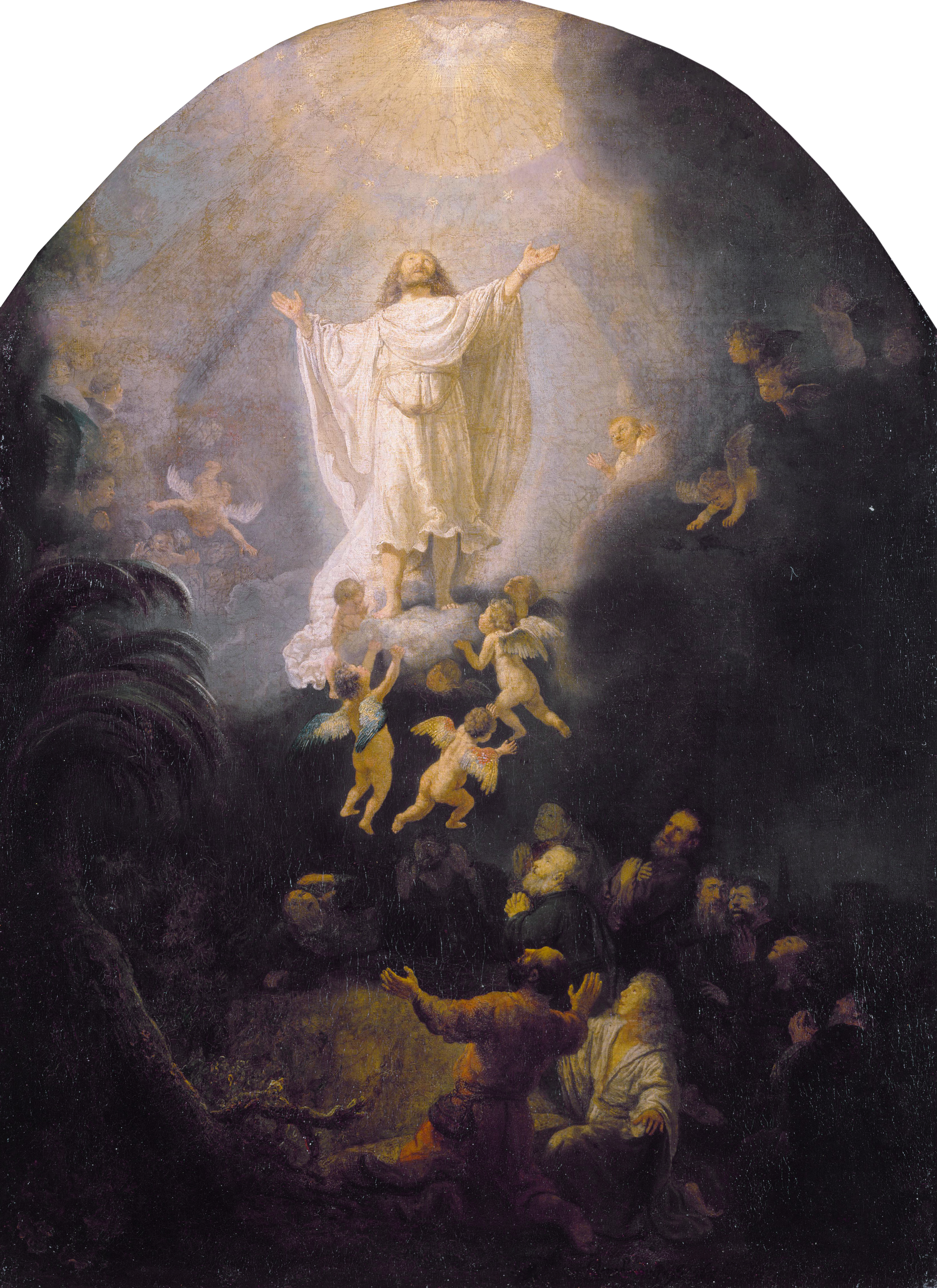
렘브란트 1636
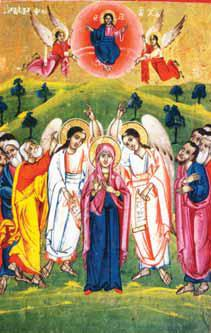
마케도니아 이콘, 마케도니아 비톨라 19세기
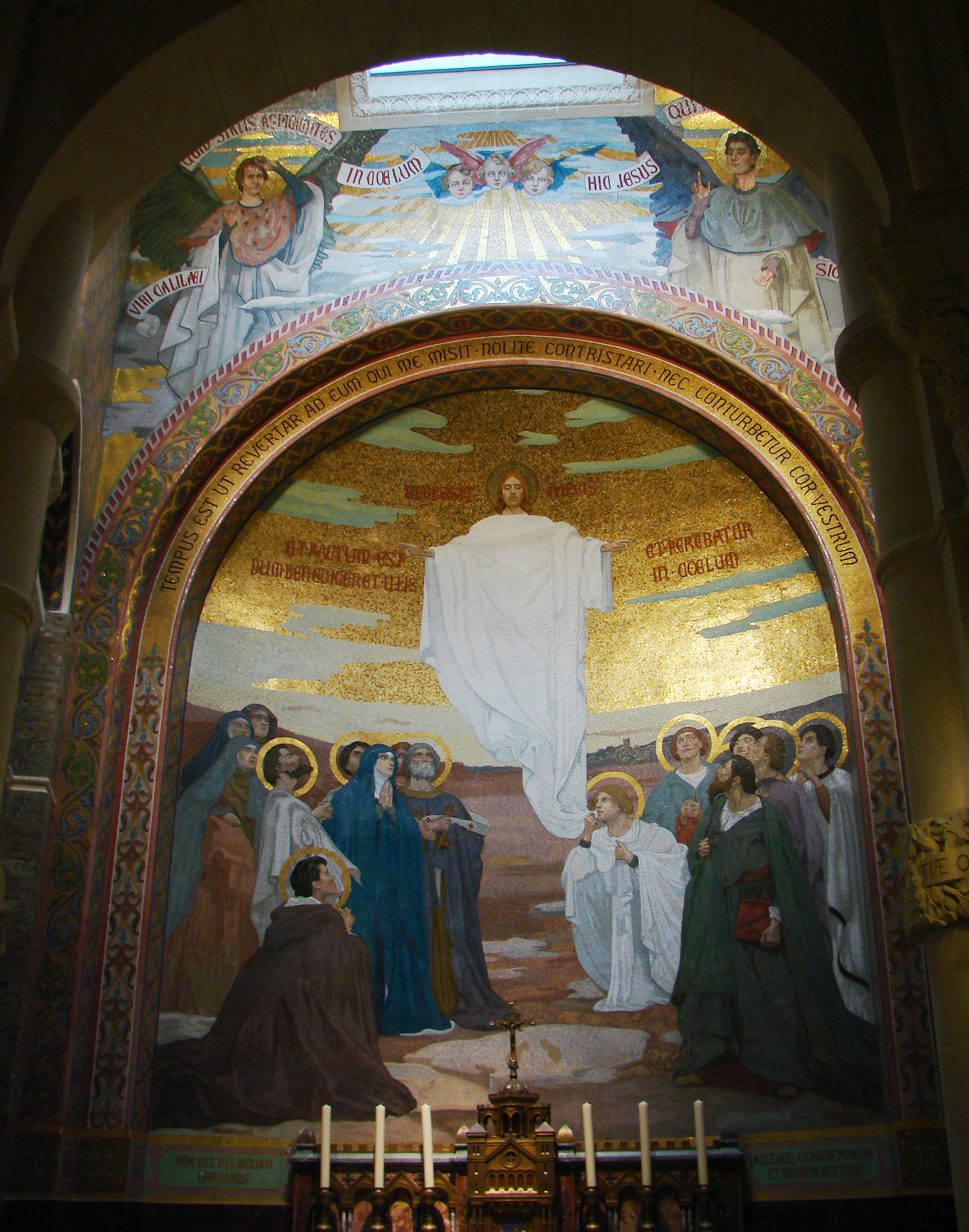
묵주 대성당, 루르드 19세기

## 같이 보기
- 어센션군
- 성모 승천
- 예수의 연대학
- 신약 속 예수의 삶
- 휴거
- 그리스도의 시간
- 예수의 변모

### 내용주
1. ↑  루가복음에서는 승천이 부활과 같은 날에 일어난 것으로 보이며, 사도행전에서는 예수의 승천이 부활로부터 40일째 되는 날 11명의 사도들이 보는 앞에서 일어났다고 기록되어 있다.[7] 이는 부활 후 나타나신 횟수에 제한을 두며,[4] 바울로의 회심 경험이 진정한 부활현현에서 제외되도록 한다.[8]
2. ↑  패로우에 따르면, 이러한 부재와 현존의 모호함은 교회의 정체성과 과거(죽음과 부활) 및 미래(재림) 사건,[46] 그리고 교회가 위치한 현세 세계와의 관계에 대한 핵심적인 기독론적, 신학적 질문을 제기한다. 교회는 "세상을 위해 살았지만 세상과는 진정한 단절을 포함하는 삶을 살았던 이와의 신비로운 연합"을 통해 현세와 다르다.[47]

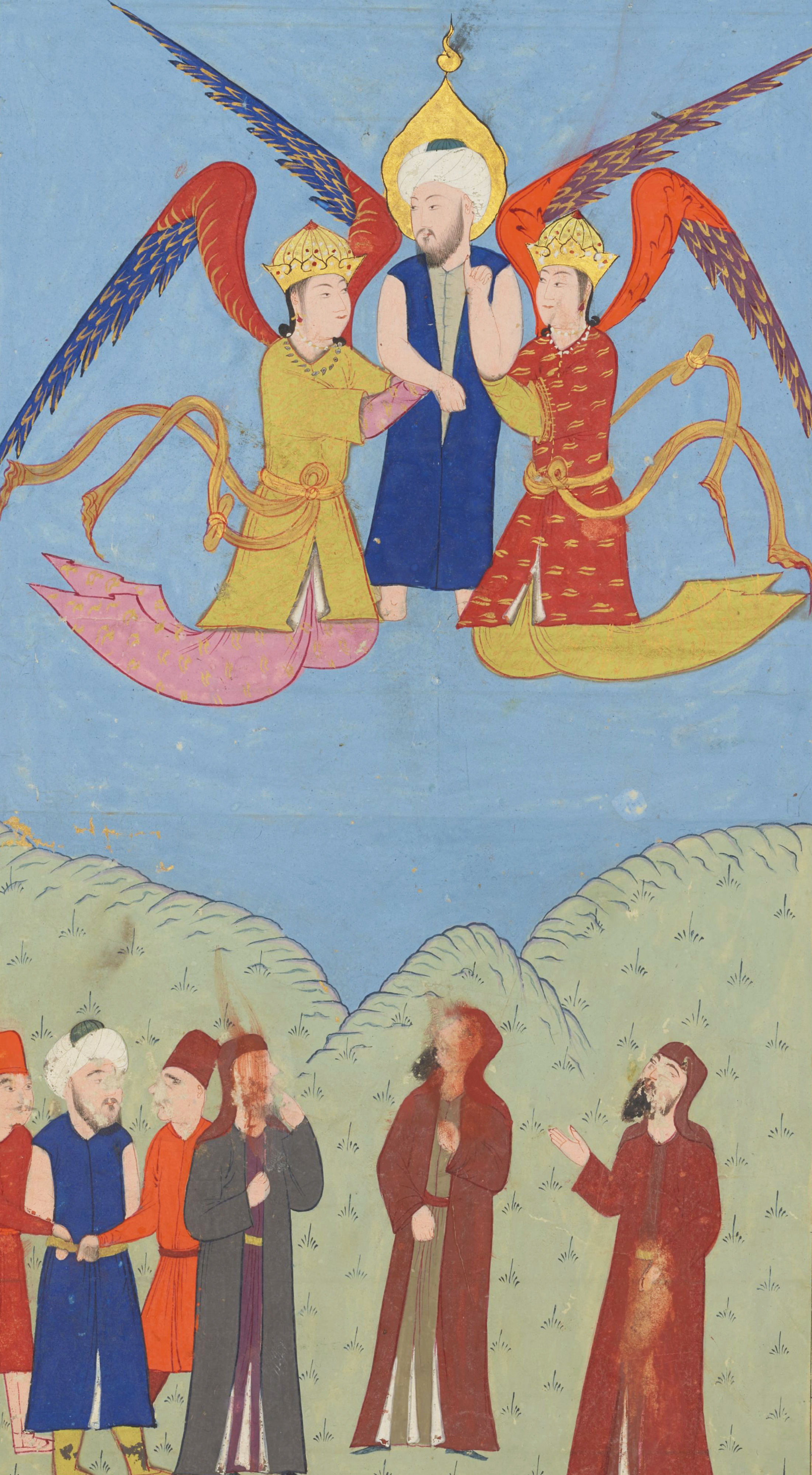
이슬람 페르시아 세밀화 이사의 승천.

### 참조주
1. 1 2  Novakovic 2014, 135쪽.
2. 1 2  Hurtado 2005, 508, 591쪽.
3. 1 2 3 4 5  Cross & Livingstone 2005, 114쪽.
4. 1 2  Dunn 2009, 146쪽.
5. 1 2 3  Zwiep 2016, 145쪽.
6. 1 2  Holwerda 1979, 310-311쪽.
7. 1 2 3  Holwerda 1979, 310쪽.
8. 1 2 3 4  Dunn 2009, 140쪽.
9. 1 2 3 4  Ouspensky & Lossky 1999, 197쪽.
10. ↑  《Ascension Day》 (영어). Evangelical-Lutheran Church in Denmark. 2024. 2024년 4월 1일에 확인함.
11. 1 2 3  Quast 2011, 45쪽.
12. 1 2  Stokl-Ben-Ezra 2007, 286쪽.
13. ↑  로마서 8:34, 에베소서 1:19–20, 골로새서 3:1, 빌립보서 2:9–11, 디모데전서 3:16, 베드로전서 3:21–22
14. 1 2  McDonald 2004, 21쪽.
15. ↑  Thompson 2010, 319쪽.
16. ↑  Müller 2016, 113-114쪽.
17. ↑  사도행전 1:1–9
18. ↑  Seim 2009, 24쪽.
19. ↑  Müller 2016, 113쪽.
20. ↑  Dunn 2009, 140, 146쪽.
21. ↑  Richards & O'Brien 2012, 137–152쪽.
22. ↑  Licona 2016, 20, 34–36, 46쪽.
23. ↑  Köstenberger 2004, 85쪽.
24. ↑  Quast 1991, 134쪽.
25. ↑  Cresswell 2013, unpaginated.
26. ↑  McDonald 2004, 22쪽.
27. 1 2  Aune 2003a, 65쪽.
28. ↑  Munoa 2000, 109쪽.
29. ↑  Zwiep 2016, 16쪽.
30. ↑  Dunn 1985, 53쪽.
31. 1 2  Dunn 2009, 149쪽.
32. ↑  Novakovic 2014, 152쪽.
33. ↑  Dunn 2009, 218쪽.
34. ↑  Knecht 1910, 729쪽.
35. 1 2 3  Dunn 2009, 148쪽.
36. ↑  Wright 2002, 53쪽.
37. ↑  Najman 2014, 93쪽.
38. ↑  Pennington 2007, 41-42쪽.
39. ↑  Wright 2002, 54,56쪽.
40. 1 2  Seim 2009, 23쪽.
41. 1 2  Farrow 2011, 16쪽.
42. ↑  Farrow 2004, 9쪽.
43. ↑  Farrow 2011, 17쪽.
44. ↑  Farrow 2004, 3, 8쪽.
45. ↑  Farrow 2004, 3쪽.
46. ↑  Farrow 2004, 8-9쪽.
47. ↑  Farrow 2004, 11쪽.
48. ↑  Hughes, Aaron W. (2013). 〈The Quran: The Base Narrative〉. 《Muslim Identities: An Introduction to Islam》. New York: Columbia University Press. 85쪽. ISBN 978-0-231-53192-4. JSTOR 10.7312/hugh16146.8. S2CID 169663918. 2020년 10월 24일에 확인함.
49. ↑  Reynolds, Gabriel S. (May 2009). 《The Muslim Jesus: Dead or Alive?》 (PDF). 《Bulletin of the School of Oriental and African Studies (University of London)》 72 (Cambridge: Cambridge University Press). 237–258쪽. doi:10.1017/S0041977X09000500. JSTOR 40379003. S2CID 27268737. 2012년 6월 17일에 원본 문서 (PDF)에서 보존된 문서. 2020년 10월 24일에 확인함.
50. ↑  Lanier, Gregory R. (May 2016). 《'It Was Made to Appear Like that to Them:' Islam's Denial of Jesus' Crucifixion》. 《Reformed Faith & Practice: The Journal of Reformed Theological Seminary》 1 (Orlando, Florida: Reformed Theological Seminary). 39-55쪽. 2019년 6월 30일에 원본 문서에서 보존된 문서. 2020년 10월 24일에 확인함.
51. ↑  Becchio & Schadé 2006, unpaginated.
52. ↑  Baggley 2000, 137-138쪽.
53. 1 2  Jensen 2008, 51-53쪽.
54. ↑  Earls 1987, 26-27쪽.
55. 1 2  Nes 2005, 87쪽.
56. ↑  Murphy-O'Connor 2008, 142쪽.
57. ↑  “The Christ Church Angelus”. 《archive.constantcontact.com》. 2020년 5월 26일에 확인함.

### 참고 문헌
- Aune, David (2003a). 〈Ascent, heavenly〉. 《The Westminster Dictionary of New Testament and Early Christian Literature and Rhetoric》. Westminster John Knox Press. ISBN 978-0-664-21917-8.
- Baggley, John (2000). 《Festival Icons for the Christian Year》. St Vladimir's Seminary Press. ISBN 978-0-88141-201-7.
- Becchio, Bruno; Schadé, Johannes P. (2006). 〈Ascension〉. 《Encyclopedia of World Religions》. Foreign Media Group. ISBN 978-1-60136-000-7.
- Cresswell, Peter (2013). 《The Invention of Jesus: How the Church Rewrote the New Testament》. Duncan Baird Publishers. ISBN 978-1-78028-621-1.
- Cross, F.L.; Livingstone, Elizabeth A. (2005). 〈Ascension〉. 《The Oxford Dictionary of the Christian Church》. Oxford University Press. ISBN 978-0-19-280290-3.
- Dunn, James D.G. (1985). 《The Evidence for Jesus》. Westminster John Knox Press. ISBN 978-0-664-24698-3.
- Dunn, James D.G. (2009). 《Christianity in the Making Volume 2: Beginning From Jerusalem》. Eerdmans. ISBN 978-0-8028-3932-9.
- Earls, Irene (1987). 《Renaissance Art: A Topical Dictionary》. ABC-CLIO. ISBN 978-0-313-24658-6.
- Farrow, Douglas (2004). 《Ascension And Ecclesia》. A&C Black. ISBN 978-0-567-08325-8.
- Farrow, Douglas B. (2011), 《Ascension Theology》, Bloomsbury Publishing
- Holwerda, D.E. (1979). 〈Ascension〉.   Bromiley, Geoffrey. 《The International Standard Bible Encyclopedia》. Eerdmans. ISBN 978-0-8028-3781-3.
- Hurtado, Larry (2005), 《Lord Jesus Christ. Devotion to Jesus in Earliest Christianity》, Eerdmans
- Jensen, Robin M. (2008). 〈Art in Early Christianity〉.   Benedetto, Robert; Duke, James O. 《The New Westminster Dictionary of Church History》. Westminster John Knox Press. ISBN 978-0-664-22416-5.
- Knecht, Friedrich Justus (1910). 《A Practical Commentary on Holy Scripture》. B. Herder  – 위키문헌 경유.
- Köstenberger, Andreas J. (2004). 《John》. Baker Academic. ISBN 978-0-8010-2644-7.
- Lawson, Todd (2009). 《The Crucifixion and the Quran: A Study in the History of Muslim Thought》. Oneworld Publications. ISBN 978-1-85168-635-3.
- Licona, Michael R. (2016). 《Why Are There Differences in the Gospels?: What We Can Learn from Ancient Biography》. Oxford University Press. ISBN 978-0-19-026426-0.
- McDonald, Lee Martin (2004). 〈Acts〉.   Combes, Isobel A. H.; Gurtner, Daniel M. 《Bible Knowledge Background Commentary》. David C Cook. ISBN 978-0-7814-4006-6.
- Müller, Mogens (2016). 〈Acts as biblical rewriting of the gospels and Paul's letters〉.   Müller, Mogens; Nielsen, Jesper Tang. 《Luke's Literary Creativity》. Bloomsbury. ISBN 978-0-567-66583-6.
- Munoa, Phillip (2000). 〈Ascension〉.   Freedman, David Noel; Myers, Allen C. 《Eerdmans Dictionary of the Bible》. Eerdmans. ISBN 978-90-5356-503-2.
- Murphy-O'Connor, Jerome (2008). 《The Holy Land: An Oxford Archaeological Guide from Earliest Times to 1700》. OUP Oxford. ISBN 978-0-19-164766-6.
- Najman, Hindy (2014). 《Losing the Temple and Recovering the Future: An Analysis of 4 Ezra》. Cambridge University Press. ISBN 978-1-139-91584-7.
- Nes, Solrunn (2005). 《The Mystical Language of Icons》. Eerdmans. ISBN 978-0-8028-2916-0.
- Novakovic, Lidija (2014), 《Raised from the Dead According to Scripture: The Role of the Old Testament in the Early Christian Interpretations of Jesus' Resurrection》, A&C Black
- Ouspensky, Léonide; Lossky, Vladimir (1999). 《The Meaning of Icons》. St Vladimir's Seminary Press. ISBN 978-0-913836-77-4.
- Pennington, Jonathan T. (2007). 《Heaven and earth in the Gospel of Matthew》. BRILL. ISBN 978-90-04-16205-1.
- Quast, Kevin (1991). 《Reading the Gospel of John》. Paulist Press. ISBN 978-0-8091-3297-3.
- Quast, Kevin (2011). 〈Ascension Day〉.   Melton, J. Gordon. 《Religious Celebrations: An Encyclopedia of Holidays, Festivals, Solemn Observances, and Spiritual Commemorations》. ABC-CLIO. ISBN 978-1-59884-205-0.
- Richards, E. Randolph; O'Brien, Brandon J. (2012). 《Misreading Scripture with Western Eyes: Removing Cultural Blinders to Better Understand the Bible》. InterVarsity Press. ISBN 978-0-8308-3782-3.
- Seim, Turid Karlsen (2009). 〈The Resurrected Body in Luke-Acts: The Significance of Space〉.   Seim, Turid Karlsen; Økland, Jorunn. 《Metamorphoses: Resurrection, Body and Transformative Practices in Early Christianity》. Walter de Gruyter. ISBN 978-3-11-020299-1.
- Stokl-Ben-Ezra, Daniel (2007). 〈Parody and Polemics on Pentecost〉.   Gerhards, Albert; Leonhard, Clemens. 《Jewish and Christian Liturgy and Worship》. BRILL. ISBN 978-90-474-2241-9.
- Thompson, Richard P. (2010). 〈Luke-Acts: The Gospel of Luke and the Acts of the Apostles〉.   Aune, David E. 《The Blackwell Companion to The New Testament》. Wiley–Blackwell. ISBN 978-1-4443-1894-4.
- Wright, J. Edward (2002). 《The Early History of Heaven》. Oxford University Press. ISBN 978-0-19-802981-6.
- Zwiep, Arie W. (2016). 〈Ascension scholarship past present and future〉.   Pao, David W.; Bryan, David K. 《Ascent into Heaven in Luke-Acts: New Explorations of Luke's Narrative Hinge》. Fortress Press. ISBN 978-1-5064-1896-4.

### 더 읽어보기
- Aune, David (2003b). 〈Cosmology〉. 《The Westminster Dictionary of New Testament and Early Christian Literature and Rhetoric》. Westminster John Knox Press. ISBN 978-0-664-21917-8.
- Burkett, Delbert (2002). 《An introduction to the New Testament and the origins of Christianity》. Cambridge University Press. ISBN 978-0-521-00720-7.
- Charlesworth, James H. (2008). 《The Historical Jesus: An Essential Guide》. Abingdon Press. ISBN 978-1-4267-2475-6.
- Collins, Adela Yarbro (2000). 《Cosmology and Eschatology in Jewish and Christian Apocalypticism》. BRILL. ISBN 978-90-04-11927-7.
- Davies, J. G. (1958). He Ascended into Heaven, London: Lutterworth Press.
- Dawson, Gerrit (2004). 《Jesus Ascended: The Meaning of Christ's Continuing Incarnation》. Bloomsbury. ISBN 978-0-567-11987-2.
- Deharbe, Joseph (1912). 〈The Sixth Article: 'He ascended into Heaven, sitteth at the right hand of God the Father Almighty.' 〉. 《A Complete Catechism of the Catholic Religion》. 번역 Rev. John Fander. Schwartz, Kirwin & Fauss.
- Farrow, Douglas (2011). 《Ascension Theology》. Bloomsbury. ISBN 978-0-567-65188-4.
- Hurtado, Larry W. (2005). 《Lord Jesus Christ: Devotion to Jesus in Earliest Christianity》. Eerdmans. ISBN 978-0-8028-3167-5.
- Knight, Douglas A.; Levine, Amy-Jill (2011). 《The Meaning of the Bible: What the Jewish Scriptures and Christian Old Testament Can Teach Us》. HarperCollins. ISBN 978-0-06-209859-7.
- Lee, Sang Meyng (2010). 《The Cosmic Drama of Salvation》. Mohr Siebeck. ISBN 978-3-16-150316-0.
- Lincoln, Andrew (2004). 《Paradise Now and Not Yet》. Cambridge University Press. ISBN 978-0-521-60939-5.
- Packer, J. I. (2008). 《Affirming the Apostles' Creed》. Crossway. ISBN 978-1-4335-2201-7.
- Park, Eung Chun (2003). 《Either Jew or Gentile: Paul's Unfolding Theology of Inclusivity》. Westminster John Knox Press. ISBN 978-0-664-22453-0.
- Vermes, Geza (2001). 《The Changing Faces of Jesus》. Penguin UK. ISBN 978-0-14-191258-5.
- Wynne, John Joseph (1907). 〈Ascension〉. 《가톨릭 백과사전》 1. 뉴욕: 로버트 애플턴 사.
- Zwiep, Arie W. (1997). 《The Ascension of the Messiah in Lukan Christology》. BRILL. ISBN 978-90-04-10897-4.